# Trichonyssodrys maculata
Trichonyssodrys maculata är en skalbaggsart som beskrevs av Gilmour 1957. Trichonyssodrys maculata ingår i släktet Trichonyssodrys och familjen långhorningar. Inga underarter finns listade i Catalogue of Life.